# Harsen

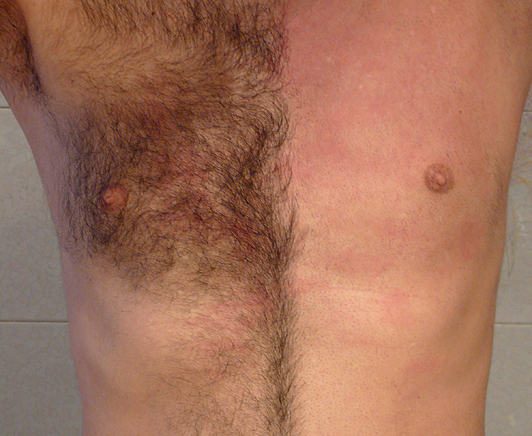
Bovenlichaam van een man, voor en na het harsen

Harsen of waxen is het weghalen van ongewenst haar door er warme of koude ontharingswas op te strijken met een spatel of een roller, het te laten stollen en vervolgens er af te trekken. Deze ontharingsmethode kan pijnlijk zijn.
Harsen kan thuis zelf gedaan worden maar ook in een waxsalon of door een schoonheidsspecialist. Sommigen vinden het prettiger het harsen over te laten aan een ander omdat de pijnbeleving dan minder is en omdat sommige lichaamsdelen lastig zelf te harsen zijn.

## Voordeel
Het voordeel van harsen ten opzichte van andere ontharingsmethodes is dat de haartjes met wortel en al verwijderd worden. Na gemiddeld drie tot acht weken komen de haartjes weer terug, maar zijn dan zachter en dunner dan voorheen.

## Soorten wax
Er bestaan twee soorten hars, softwax en hardwax. De laatste wordt ook wel filmhars genoemd. Softwax wordt verwijderd met katoenen of Non woven harsstrips. Hardwax wordt zelf hard en wordt verwijderd zonder strip. Hardwax breekt snel wanneer deze is afgekoeld. Er is tegenwoordig ook Elastische wax verkrijgbaar die niet breekt, deze verwijder je eveneens zonder strip. Dit is verkrijgbaar in waxparels die je goed kunt doseren. Softwax wordt gebruikt voor de grotere lichaamsdelen terwijl hardwax wordt gebruikt voor de gevoeligere lichaamsdelen zoals de bikinilijn, de oksels en het gelaat. De samenstelling van de Elastische wax innoveert en is bij het ontharen minder pijnlijk dan de hard wax softwax die voorheen werd geproduceerd. dit komt doordat de wax alleen hecht aan het haar en niet aan de huid.